# Hibbertopteroidea
Super-famille
Familles de rang inférieur
- † Drepanopteridae
- † Hibbertopteridae
- † Mycteropidae

Hibbertopteroidea (ou Mycteropteroidea) est une super-famille fossile d'Euryptérides, un groupe fossile d'Arthropodes Chélicérates communément appelés "scorpions de mer". C'est l'une des quatre super-familles classées dans le sous-ordre Stylonurina. Des Hibbertoptéroïdes ont été découverts en Europe, en Russie, en Amérique du Sud et en Afrique du Sud. 

## Présentation
Les spécimens d'Hibbertoptéroïdes sont souvent fragmentaires, ce qui rend difficile la caractérisation des liens de classification entre ses différents taxons. Seuls deux taxons d'Hibbertoptéroïdes sont décrits à partir de restes quasiment complets, Hibbertopterus scouleri et Cyrtoctenus wittebergensis.
Les Hibbertoptéroïdes sont d'étranges grands Euryptérides qui ont vécu du début Silurien à la fin du Permien. Habitants des marécages d'eau douce et des rivières, ils se nourrissaient par une méthode dite d'alimentation par balayage, en ratissant les sédiments mous avec des lames présentes sur leurs appendices antérieurs pour capturer de petits invertébrés. Leur morphologie est si particulière qu'ils ont, un temps, été considérés comme un ordre distinct de celui des Eurypterida. Des travaux récents confirment cependant qu'ils sont bien des membres dérivés du sous-ordre des Stylonurina, le genre Drepanopterus étant un membre basal de leur super-famille.
Les Hibbertoptéroïdes sont importants dans l'histoire de l'évolution des Euryptérides à plusieurs titres. C'est le dernier groupe d'Euryptérides à avoir connu une radiation évolutive significative au niveau du genre (au cours du Dévonien supérieur et du Carbonifère). C'est également le dernier groupe d'Euryptérides survivants connus : il s'est éteint au cours de l'extinction massive Permien-Trias.

## Description

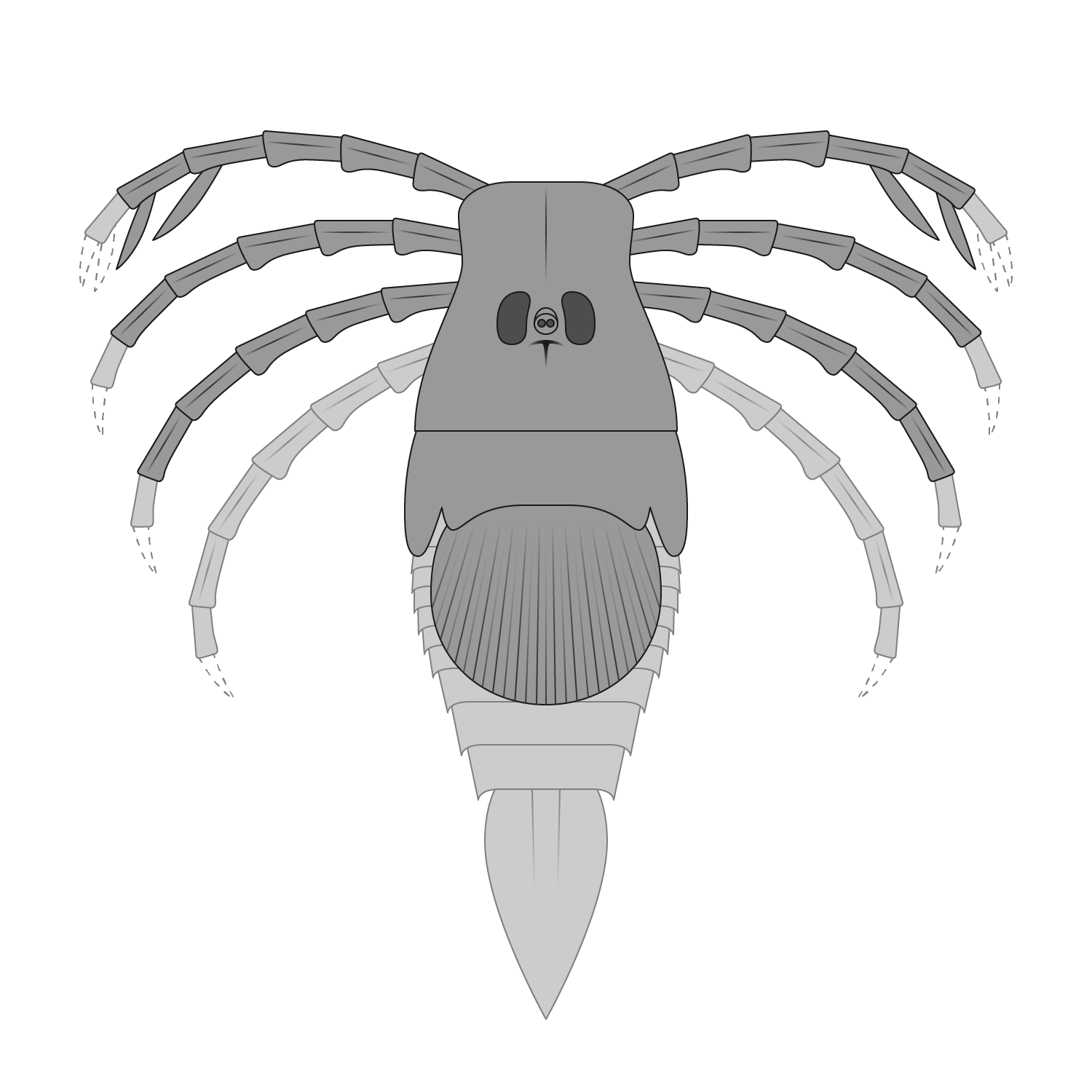
Reconstitution de Megarachne, un Hibbertoptéroïde autrefois considéré comme une araignée géante.

Les Hibbertoptéroïdes sont des Stylonurines caractérisés par la présence d'une fente postérieure sur le métastome, de lentilles arrondies recouvrant les yeux latéraux, et équipés d'appendices prosomaux antérieurs adaptés à une alimentation par balayage.
Les stratégies d'alimentation par balayage ont évolué indépendamment dans deux des quatre super-familles de Stylonurines, les Stylonuroidea et les Hibbertopteroidea. Dans les deux super-familles, l'adaptation à ce mode d'alimentation implique des modifications des épines des appendices prosomaux antérieurs pour faciliter le ratissage du substrat de leurs habitats. Les Stylonuroïdes ont des épines fixes sur les appendices II-IV qui auraient pu être utilisées comme des filets pour ratisser les sédiments et emmêler tout ce qui se trouvait sur leur passage. Chez les Hibbertoptéroïdes, l'adaptation à ce mode d'alimentation est encore plus poussée.
Ils possèdent des lames sur les appendices prosomaux II-III (et IV chez les Hibbertopteridae), très différents des épines aplaties que l'on peut trouver par exemple chez le genre Hallipterus de la super-famille des Kokomoptéroïdes, en ce qu'elles s'élargissent latéralement avec une terminaison émoussée et arrondie couverte de soies sensorielles. La fonction tactile de ces lames aurait pu permettre aux Hibbertoptéroïdes de sélectionner leurs proies dans les sédiments, ce que les Stylonuroides ne pouvaient pas.
Chez les Myctéropides, seuls les appendices II et III étaient utilisés pour la capture de proies, tandis que les Hibbertoptérides utilisaient également l'appendice IV, qui servait aussi pour la marche. Les coxae du genre Hibbertopterus sont réduits, ce qui fait qu'une partie du processus de mastication des aliments est assurée par les plaques  qui les recouvrent. Chez certaines espèces du genre Hibbertopterus, l'adaptation à l'alimentation par balayage est encore plus poussée que chez les autres Hibbertoptéroïdes, avec des lames modifiées en rachis (en forme de peigne) qui auraient pu piéger des proies plus petites ou des particules alimentaires organiques. Compte tenu de la grande taille de leurs coxae, il est probable que certaines espèces d'Hibbertopterus se nourrissaient également d'invertébrés relativement gros lorsqu'elles en avaient l'opportunité.

## Classification

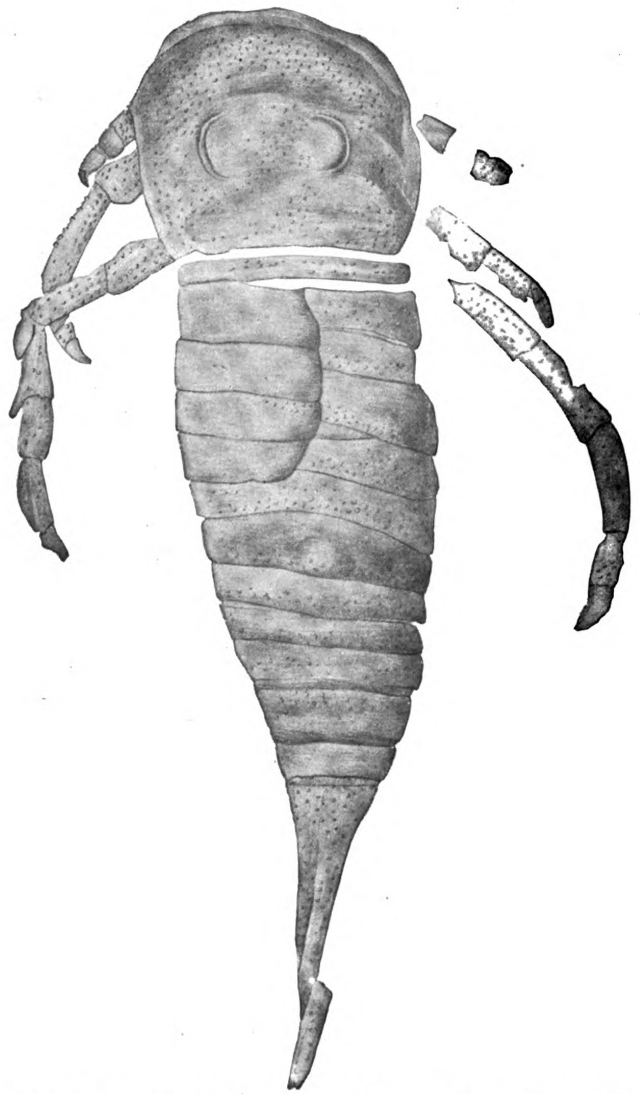
Fossile de Drepanopterus, le plus ancien Hibbertoptéroïde connu et également le plus basal.

Les Hibbertoptéroïdes sont si particuliers que leur morphologie singulière a parfois incité les chercheurs à les placer dans un ordre distinct de celui des Euryptérides. Des recherches récentes les classent cependant comme un groupe frère des Kokomopteroides à l'intérieur du sous-ordre des Stylonurines de l'ordre des Euryptérides : à l'appui de cette thèse, les Hibbertoptéroïdes partagent avec les Kokomoptéroïdes certains caractères comme une crête médiane sur la carapace entre les yeux latéraux et un épaississement distal sur les podomères des appendices prosomaux.
Drepanopterus, unique membre de la famille des Drepanopteridae, est classé comme taxon le plus basal de la super-famille des Hibbertoptéroïdes. Plus ancien membre connu de la super-famille, il a vécu du Silurien inférieur au Dévonien supérieur. Drepanopterus partage certains caractères avec les Kokomoptéroïdes (comme un telson clavé) et avec d'autres Hibbertoptéroïdes (un métastome à fente postérieure et des lames sur les appendices prosomaux antérieurs). Les autres Myctéropoïdes sont classés dans l'une des deux autres familles, les Hibbertopteridae ou les Mycteropidae. Les Hibbertopteridae et les Mycteropidae ont en commun d'être dotés d'un telson hastaté présentant des carènes ventrales appariées et une ornementation cuticulaire composée d'écailles ou de mucrons.
Un certain nombre d'études suggèrent que certains genres au sein des Hibbertopteroidea pourraient être regroupés car ils représenteraient différents stades ontogéniques d'un genre unique. Ainsi, certaines études suggèrent que les genres Megarachne, Mycterops et Woodwardopterus pourraient représenter des stades ontogéniques du genre Mycterops. Des études complémentaires seront toutefois nécessaires pour confirmer ou réfuter ces hypothèses.